# Rick Steiner
Pour les articles homonymes, voir Rechsteiner.
Robert Rechsteiner (né le 9 mars 1961 à Bay City, Michigan), plus connu sous son nom de ring Rick Steiner, est un catcheur (lutteur professionnel) américain.
Lutteur à l'université du Michigan, il devient catcheur à partir de 1983. C'est à partir de 1988 qu'il commence à se faire connaître du public à la Mid-Atlantic Championship Wrestling (en) qui devient la World Championship Wrestling après avoir été racheté par Ted Turner. Il s'illustre surtout en faisant équipe avec son frère Scott avec qui il forme les Steiner Brothers.

## Jeunesse
Rechsteiner a un frère cadet Scott. Il fait partie de l'équipe de lutte du lycée puis de celle de l'université du Michigan,.

## Carrière

### Entraînement, American Wrestling Association, Lutte Internationale et Universal Wrestling Federation (1984-1987)
Rechsteiner rencontre le catcheur George Steele à une soirée, ce dernier le trouve doué en lutte et le recommande à Verne Gagne, le promoteur de l'American Wrestling Association (AWA). Cependant une fois arrivé à l'école de catch de l'AWA ce n'est pas Gagne qui l'entraîne mais Eddie Sharkey (en) et Brad Rheingans (en),. Il utilise rapidement le nom de ring de Rick Steiner et fait ses premiers combats à l'AWA avant d'aller au Québec où il travaille à la Lutte Internationale.
En 1986, il rejoint l'Universal Wrestling Federation où il fait équipe avec Buzz Sawyer qui l'aide aussi à développer son propre style,. Le 19 avril, ils participent à la Jim Crockett Sr. Memorial Cup qu'organise la Mid-Atlantic Championship Wrestling (en) où ils passent le premier tour après leur victoire sur Koko Ware et The Italian Stallion avant d'être éliminé par Magnum T.A. et Ron Garvin. Il est un des participants du tournoi pour désigner le premier champion poids-lourds de l'UWF organisé le 30 mai mais il se fait sortir par Steve Williams.
À la fin de 1986, il devient un des membres du clan Hot Stuff International composé d'Eddie Gilbert (en) et Sting. Le 7 février 1987, il participe avec Sting à un tournoi pour désigner les nouveaux champions par équipe de l'UWF où ils éliminent Chavo Guerrero et The Missing Link (en) puis Sam Houston et Terry Taylor avant de perdre face à Chris Adams et Terry Taylor. Ils deviennent champion par équipe de l'UWF le 12 avril après leur victoire sur Adams et Taylor et leur règne prend fin le 17 mai après leur défaite face à Brad Armstrong et Tim Horner,. En octobre, il doit se faire opérer après une blessure au biceps. À son retour de blessure, il rejoint la Mid-Atlantic Championship Wrestling (en) qui vient de racheter l'UWF. 

### Mid-Atlantic Championship Wrestling / World Championship Wrestling (1987–1992)
Steiner apparaît pour la première fois à la Mid-Atlantic Championship Wrestling (en) le 4 juillet 1987 où il perd un match face à Barry Windham,. Durant les dernières semaines de l'UWF, Sting devient le rival d'Eddie Gilbert (en) et Jim Crockett, Jr. décide d'utiliser cette intrigue afin d'organiser un match à Starrcade le 26 novembre,.

### World Wrestling Federation (1992–1994)
Le 12 avril 1994 lors de Wrestling Challenge, Rick & Scott Steiner battent Tom Alton et Duane Gill.

### Extreme Championship Wrestling (1995)
Le 23 septembre 1995 lors d'un show de la ECW, il gagne avec Scott Steiner contre Raven & Stevie Richards. 

### Retour à la WCW (1996–2001)
Le 19 mars 2001 lors de WCW Nitro, il bat Konnan par disqualification.

### Total Nonstop Action Wrestling (2002-2003; 2006-2008)
Rick Steiner signe un contrat avec la Total Nonstop Action Wrestling (TNA) en 2002.
Le 28 mai 2007 à Impact, Basham & Damaja & Rick Steiner & Scott Steiner battent B. G. James, Brother Devon, Brother Ray & Kip James.
Le 15 juillet 2007 lors de Victory Road '07, Rick interfère au cours du match de championnat entre la Team 3-D et Kurt Angle & Samoa Joe, empêchant l'arbitre d'effectuer le tombé lorsque D-Von le tentait sur Angle. Le 12 août 2007 lors de TNA Hard Justice '07, The Steiner Brothers battent la Team 3D, après le match, la Team 3D attaque les frères Steiner notamment en portant un powerbomb sur Rick à travers une table, les Steiner démarrent alors une rivalité avec la Team 3-D.
Les frères Steiner effectuent leur retour fin septembre pour défier la Team 3D pour un two out of three falls match pour Bound for Glory. Le 14 octobre 2007 lors de Bound for Glory (2007), les Steiner Brothers battent la Team 3D au cours d'un two out of three falls match, encaissant le premier tombé après un 3-D, ils parviennent à remporter le match après deux tombés sur la Team 3D,.
Le 11 novembre 2007 lors de TNA Genesis '07, il perd avec Scott Steiner contre AJ Styles et Tomko et ne remporte pas les TNA World Tag Team Championships .
Son contrat expire le 29 janvier 2008.

### Circuit indépendant (2013–présent)
Le 25 mars 2017 lors de Legends of Wrestling Augusta Show, il bat Jessy Sorensen.

### Hall of Fame
Le 2 Avril 2022 lors de Wrestlemania 38 lui et son frère Scott Steiner sont intronisé au Hall Of Fame de la WWE.

## Vie privée
Robert Rechsteiner a un fils qui s'appelle Bronson qui a brièvement été sous contrat avec les Ravens de Baltimore en 2020. Bronson décide ensuite de se reconvertir comme catcheur à la World Wrestling Entertainment (WWE).

## Palmarès
- Jim Crockett Promotions / World Championship Wrestling
  - 1 fois NWA Florida Heavyweight Championship
  - 2 fois NWA United States Tag Team Championship avec Eddie Gilbert (1) et Scott Steiner (1)
  - 1 fois NWA World Tag Team Championship avec Scott Steiner
  - 1 fois NWA World Television Championship
  - 1 fois WCW United States Heavyweight Championship
  - 7 fois WCW World Tag Team Championship avec Scott Steiner (6) et Kenny Kaos (1)
  - 2 fois WCW World Television Championship
  - Pat O'Connor Memorial Tag Team Tournament (1990) avec Scott Steiner

- Mid-Atlantic Championship Wrestling
  - 2 fois NWA Mid-Atlantic Tag Team Championship avec Terry Taylor (1) et Scott Steiner (1)

- New Japan Pro Wrestling
  - 2 fois IWGP Tag Team Championship avec Scott Steiner

- Pro Wrestling America
  - 1 fois PWA Tag Team Championship avec Scott Steiner

- Pro Wrestling Illustrated
  - PWI Match of the Year (1991) avec Scott Steiner vs. Lex Luger et Sting à SuperBrawl
  - PWI Tag Team of the Year (1990, 1993) avec Scott Steiner
  - PWI ranked him #2 of the Top 100 Tag Teams of the "PWI Years" avec Scott Steiner en 2003
  - PWI ranked him #10 of the top 500 singles wrestlers in the PWI 500 en 1991

- Southern Championship Wrestling
  - 1 fois SCW Championship

- Universal Wrestling Federation
  - 1 fois UWF World Tag Team Championship avec Sting

- World League Wrestling
  - 2 fois WLW Heavyweight Championship

- World Pro Wrestling
  - 1 fois WPW Heavyweight Championship

- World Wrestling Federation
  - 2 fois WWF Tag Team Championship avec Scott Steiner
  - WWE Hall of Fame (2022) avec les Steiner Brothers

- Wrestling Observer Newsletter awards
  - 5 Star Match (1991) avec Scott Steiner, Sting, and Brian Pillman vs. Ric Flair, Larry Zbyszko, Barry Windham et Sid Vicious dans un WarGames match à WrestleWar
  - Tag Team of the Year (1990) avec Scott Steiner
  - Most Improved (1986)
  - Best Gimmick (1988)
  - Match of the Year (1991) avec Scott Steiner vs. Hiroshi Hase et Kensuke Sasaki à WCW/New Japan Supershow